# London (Ohio)
London város az USA Ohio államában. Lakosainak száma 10 279 fő (2020. április 1.).

## Népesség
A település népességének változása:

| 2010 | 9 904  |
| 2020 | 10 279 |